# Distretto di Trakan Phuet Phon
Il distretto di Trakan Phuet Phon (in thailandese: ตระการพืชผล) è un distretto (amphoe) della Thailandia, situato nella provincia di Ubon Ratchathani.